# شل باكيوس للمعالجة
شل باكيوس للمعالجة، والمعروفة أيضًا باسم ثيوباك أو & جي ،  هي تقنية لإزالة الكبريت من الغاز لإزالة كبريتيد الهيدروجين من الغاز الطبيعي والتكرير والتوليف والوقود الحيوي . تمت تسمية العملية في البداية باسم شركات تنقية رويال داتش شل و باكيوس. بعد انضمام مشروع مشترك مكرس من قبل المؤسسين، باكيلل للإنتاج، تم تغيير الاسم التجاري للتطبيقات في صناعة النفط والغاز إلى «ثيوباك أو & جي». وهو يعتمد على التحويل الكيميائي الحيوي للكبريتيد إلى كبريت أولي. تعمل في ظروف درجة الحرارة المحيطة القريبة، حوالي 30-40 °C، والضغط الذي يؤدي إلى السلامة الكامنة. إنه بديل، على سبيل المثال، لعملية كلوز . 

## كيمياء العمليات
يمكن تطبيق كل تفاعل بشكل فردي أو تتابعي وفقًا لما تمليه خصائص التيار المراد معالجته. تتكون العملية من ثلاثة أقسام رئيسية: جهاز امتصاص الغاز (قسم غسيل الغاز) ، مفاعل حيوي (أكسدة الكبريت وتجديد سائل الغسيل) وقسم مناولة الكبريت كما هو موضح في الشكل أدناه: 
تستخدم خطوة الغسيل محلول قلوي مخفف لإزالة كبريتيد الهيدروجين (H 2 S) من الغاز الحامض وفقًا لما يلي: 
H 2 S + NaOH → NaHS + H 2 O
يتم نقل سائل الغسيل المحمل إلى مفاعل حيوي حيث يعمل المحفز الحيوي على أكسدة NaHS المائي إلى الكبريت الأولي مع حوالي 95٪ انتقائية وفقًا لما يلي: 
NaHS + ½ O 2 → S + NaOH
معادلة التفاعل المركبة: 
H 2 S + ½ O 2 → S + H 2 O
يتم إعادة سائل الغسيل المجدد مرة أخرى إلى عمود الغسيل. 
يتم تحفيز الأكسدة الجزئية الخاضعة للرقابة من الكبريتيد إلى الكبريت الأولي (2) عن طريق الكائنات الحية الدقيقة التي تحدث بشكل طبيعي من جنس هالوثيوباسيليوس في المفاعل الحيوي. هذه الكائنات الحية الدقيقة الطبيعية الموجودة في المفاعل الحيوي تحفز تحويلات الكبريت، وهي بطبيعتها مرنة ومرنة. 
في كثير من الحالات، يمكن استخدام العملية لإزالة الكبريت واستعادته. عندما يكون استخلاص الكبريت مرغوبًا فيه، سيتم فصل الكبريت الأولي المنتج في المفاعل الحيوي الهوائي عن السائل المائي في فاصل داخل المفاعل. ستتم إزالة الكبريت الزائد في صورة ملاط أو كيك مائي يصل إلى 65٪ من محتوى المواد الصلبة الجافة. هناك عدة خيارات للتعامل مع هذا الملاط وتحويله إلى منتجات لتوليد حمض الكبريتيك أو الأسمدة أو مبيدات الفطريات. 
يتميز النظام بالمرونة ولديه العديد من خيارات المعالجة التي لديها تطبيق جاهز في مصفاة تكرير البترول أو مجمع البتروكيماويات لإدارة مجموعة متنوعة من الجداول المحتوية على الكبريت بما في ذلك الكاوية الكبريتيك وغاز البترول المسال وغاز البترول المسال وغاز الوقود. 